# Бакалавр
Бакала́вр, заст. бакаля́р (лат. baccalaureus) — освітній ступінь, що здобувається на першому рівні вищої освіти та присуджується закладом вищої освіти у результаті успішного виконання здобувачем вищої освіти освітньо-професійної програми, обсяг якої становить 180—240 кредитів ЄКТС (Європейської системи трансферу оцінок).
Перший (бакалаврський) рівень вищої освіти відповідає сьомому рівню Національної рамки кваліфікацій і передбачає здобуття особою теоретичних знань та практичних умінь і навичок, достатніх для успішного виконання професійних обов'язків за обраною спеціальністю.
У державах із рамками кваліфікацій ступінь бакалавра зазвичай є одним із основних рівнів у структурі (іноді два рівні, де дипломи бакалавра без відзнаки та дипломи бакалавра з відзнакою розглядаються окремо). Однак деякі кваліфікації, які називаються ступенем бакалавра, можуть бути на інших рівнях (наприклад, БМБХ), а деякі кваліфікації, які не є ступенем бакалавра, можуть ним класифікуватися (наприклад, шотландський ступінь магістра та канадський доктор медицини).
Термін «бакалавр» у XII столітті стосувався лицаря-бакалавра, який був занадто молодим або бідним, щоб зібрати васалів під власним прапором. До кінця XIII століття цей термін також використовували молодші члени ґільдій чи університетів. За народною етимологією чи грою слів латинське слово baccalaureus стало асоціюватися з bacca lauri («ягода лавра»); це стосується лаврів, які присуджуються за академічні успіхи чи відзнаки.

## Схема термінів завершення бакалаврату за державами

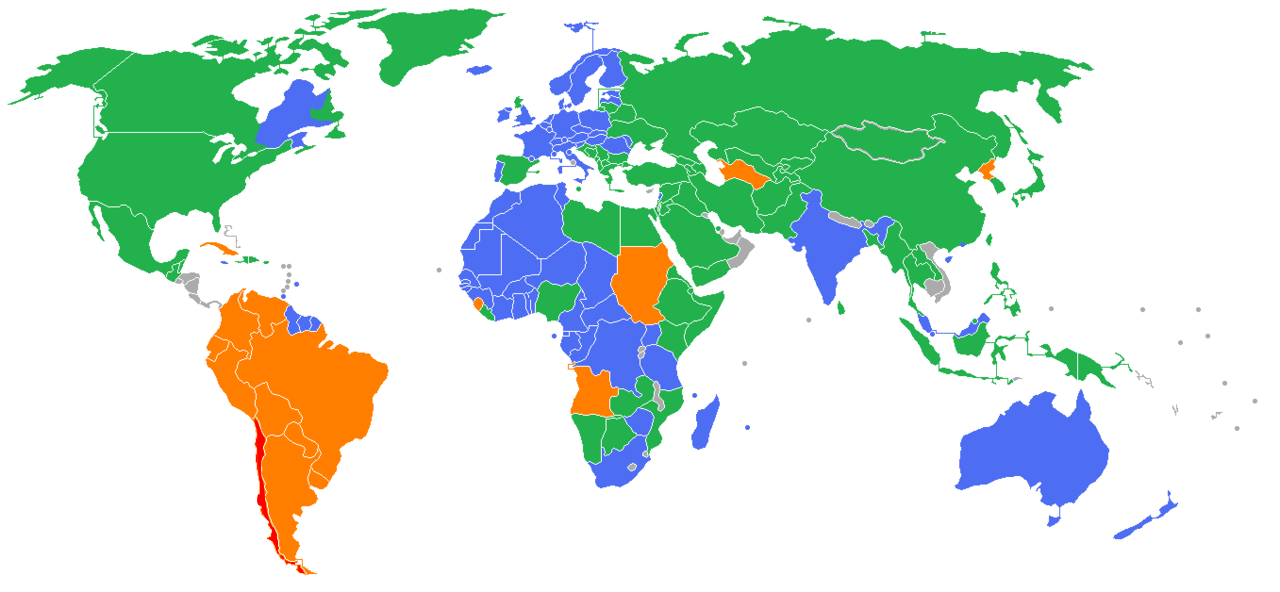
3 роки
4 роки
5 років
6 років

На мапі показано, скільки часу потрібно для студентів у різних країнах, щоб отримати ступінь бакалавра. Зазвичай це займає від 3 до 6 років.

## Варіації

### Азія

#### Китай
У Китаї існує 13 видів ступенів бакалавра: бакалавр філософії, економіки, права, освіти, мистецтв, історії, науки, техніки, сільського господарства, медицини, менеджменту, військових наук і образотворчого мистецтва.
Оскільки система бакалаврської освіти в Китайській Народній Республіці побудована за моделлю американської системи, усі ступені адаптовані з американських, за винятком видачі диплома. Після того, як студент виконає вимоги курсу, йому буде видано «сертифікат випускника». Щоб отримати ступінь, студент повинен закінчити та пройти етап дисертації; лише тоді вони отримають диплом, засвідчений Міністерством освіти Китайської Народної Республіки.
Для отримання більшості ступенів бакалавра в Китаї потрібно чотири роки, за винятком того, що ступінь бакалавра медицини вимагає п’яти років. Хоча деякі коледжі (кит.: 专科学校), професійно-технічні коледжі (кит.: 职业学院) і коледжі в деяких університетах пропонують студентам дворічні або трирічні програми, вони не можуть закінчити навчання з будь-яким ступенем, за винятком тих, хто здає іспит на підвищення кваліфікації під час навчання в коледжі, а потім вивчає додатковий дворічний курс бакалаврату в іншому університеті та захистити дисертацію.
Будь-який громадянин Китаю також може отримати ступінь бакалавра, склавши іспити з вищої освіти через самонавчання (кит.: 高等教育自学考试).

#### Південна Корея
Університети, коледжі та вищі навчальні заклади надають ступінь бакалавра, який називається «хакса» (кор. 학사). Наприклад, студент університету, який спеціалізувався на літературі та закінчив його, отримує ступінь бакалавра, який називається «мунхакса» (кор. 문학사). Навіть якщо громадянин Південної Кореї не вступає до закладу вищої освіти, людина може отримати ступінь бакалавра через іспит на ступінь бакалавра через самонавчання.

### Америка

#### Бразилія
У Бразилії ступінь бакалавра здобувають від трьох до шести років, залежно від навантаження на курс і програми. Ступінь бакалавра — це звання, яке прагнуть бразильці, щоб бути професіоналом у певній галузі знань. Ступені магістра та доктора наук є додатковими ступенями для тих, хто прагне наукової кар’єри або конкретного розуміння галузі.
Навіть без формального приєднання до Болонської системи, бразильський «бакалавр» відповідав би європейському «першому циклу». Здобуття бразильського «бакалавр» займає три-шість років, включно з письмовою монографію чи підсумковим проєктом.
Залежно від програм і особистого вибору, європейці можуть отримати ступінь магістра всього за чотири роки (трирічний бакалавр і однорічний магістр) і протягом шести років (чотирирічний бакалавр, дворічний магістр) вищої освіти. У Бразилії можна було б отримати ступінь спеціалізації «lato-sensu» — який відрізняється від бразильського ступеня магістра «stricto-sensu» — лише за три роки (два роки для «tecnólogo» ступінь і додатковий рік для спеціалізації) або до восьми років (шість років для професійних ступенів, плюс два роки для ступеня магістра «stricto-sensu» — типово для медицини чи технічних спеціальностей).

#### Канада
Вища освіта в Канаді регулюється незалежно кожною провінцією та територією; проте Рада міністрів освіти Канади у 2007 році погодила загальну структуру для ступенів. Було прийнято дескриптори для ступенів бакалавра, магістра та доктора, які були навмисно подібні до тих, що визначені європейським Болонським процесом.
Відповідно до рамок визначено чотири загальні форми ступеня бакалавра: загальні програми, які забезпечують широку освіту та готують випускників роботи; поглиблені академічні програми з конкретного предмету, які готують випускників до післядипломного навчання в галузі або роботи в цілому; прикладні програми, які зосереджуються на оволодінні практикою, а не знаннями; і професійні програми, які готують випускників до практики як професіоналів у певній галузі. Ця остання категорія включає дипломи для вступу в аспірантуру, які називаються так, ніби вони докторські, наприклад, ступені доктора медицини, доктора права та доктора наук — незважаючи на їх назви, вони вважаються ступенями бакалавра.
Для здобуття ступеня бакалавра необхідно три або чотири роки, і його присуджують коледжі та університети. У багатьох університетах і коледжах ступені бакалавра диференціюються як (звичайні) бакалавра або як дипломи бакалавра з відзнакою. Термін «з відзнакою» — це академічна відзнака, яка вказує на те, що студенти повинні отримати ступінь бакалавра з досить високим загальним середнім балом; крім того, деякі програми можуть вимагати більшої освіти, ніж програми без відзнаки. Ступені з відзнакою іноді позначаються абревіатурою в дужках «(Hon(s))».
Повертаючись в історію, бакалавр з відзнакою (лат. baccalaureatus cum honore, фр. baccalauréat spécialisé) традиційно вважався найвищим ступенем бакалавра. Програма вимагає щонайменше 4 років навчання, з сильним наголосом на дослідницькій семінарській роботі з відзнакою, яка вважається приблизно еквівалентною офіційній магістерській дисертації. Університети вказують академічний ступінь, а також можливу відзнаку в дипломі (наприклад, «BACCALAUREATUS ARTIUM CUM HONORE ... CUM LAUDE).

##### Квебек
У франкомовному Квебеці студенти мають пройти мінімум два роки коледжу, перш ніж вступити, наприклад, до трирічної програми бакалавра наук (BSc) або чотирирічної програми бакалавра інженерії (BEng). Як наслідок, де-юре в Квебеці не існує «ступеню з відзнакою» (хоча деякі університети продають деякі зі своїх програм як дипломи з відзнакою де-факто у своїх англомовних матеріалах), але є деякі спеціалізації, які французькою називаються «концентрації», які здебільшого читаються як факультативні курси.

##### Онтаріо
У провінції Онтаріо більшість ступенів бакалавра, які пропонують університети Онтаріо, мають академічний характер. Також законодавство Онтаріо вимагає, щоб ступені бакалавра, які пропонують коледжі Онтаріо, були прикладними та орієнтованими на професійне навчання.

#### Сполучені Штати
Ступінь бакалавра в Сполучених Штатах, як правило, розрахований на чотири роки повного навчання, що зазвичай становить у середньому 15 годин щотижня навчання на чотири місяці семестру, два семестри на рік, загалом вісім семестрів і 120 навчальних кредитних годин, хоча деякі програми, такі як інженерія чи архітектура, можуть тривати п’ять років, і деякі університети та коледжі дозволяють студентам, зазвичай за допомогою літньої школи, які відвідують багато занять кожного семестру або які вже кредит від іспитів Advanced Placement або International Baccalaureate у середній школі, щоб швидше їх скласти. Деякі коледжі та університети США мають окрему академічну програму, відому як програма «з відзнакою» або «науковці», яка зазвичай пропонується найвищому відсотку студентів на основі середнього балу, яка пропонує складніші курси або більш індивідуальні семінари чи дослідницькі проекти замість або на додаток до стандартної курикулума. Ці студенти отримують той самий ступінь бакалавра, що й студенти, які закінчують стандартну навчальну програму, але з відміткою in cursu honorum у дипломі. Зазвичай наведені вище латинські відзнаки є окремими від позначення для цього курсу з відзнакою, але студент курсу з відзнакою, як правило, повинен підтримувати оцінки, гідні принаймні нотації cum laude. Отже, випускник може отримати диплом Artium Baccalaureatum rite або Artium Baccalaureatum summa cum laude на звичайному курсі або Artium Baccalaureatum summa cum laude in cursu honorum на курсі з відзнакою.
Якщо студент виконав вимоги до диплома з відзнакою лише з певної дисципліни (наприклад, англійська мова та література), ступінь позначається відповідно (наприклад, «BA з відзнакою з англійської мови»). У цьому випадку здобувач ступеню закінчить звичайну навчальну програму з усіх предметів, крім обраної дисципліни («англійська мова», у попередньому прикладі). Вимоги в будь-якому випадку зазвичай вимагають завершення окремих семінарів із відзнакою, незалежного дослідження на рівні вищому, ніж зазвичай вимагається (часто з більшим особистим контролем викладачів, ніж зазвичай), і письмової дисертації з відзнакою з основної теми.
Багато університетів і коледжів у Сполучених Штатах присуджують дипломи бакалавра з відзнакою латинською мовою, зазвичай (у порядку зростання) cum laude («з відзнакою/похвалою»), magna cum laude («з великою пошаною/похвалою»), summa cum laude («з найвищою відзнакою/похвалою"), а інколи можна побачити maxima cum laude («з максимальною відзнакою/похвалою»). Вимоги до таких нотацій відзнаки зазвичай включають мінімальний середній бал (GPA), з найвищим середнім, необхідним для підсумкової відмінності (або максимуму, якщо така відмінність є). У випадку деяких шкіл, таких як Карлтонський коледж, Коледж Колбі, Гілфордський коледж, Швейцарський коледж Франкліна, і більших університетів, таких як Університет Вірджинії, Прінстонський університет, Університет штату Північна Кароліна, Массачусетський університет в Емгерсті, також потрібна кандидатська дисертація для здобуття наукових ступенів у галузі гуманітарних наук або лабораторних досліджень для здобуття ступеня природничих наук (а іноді й суспільних наук). П’ять помітних винятків — це Массачусетський технологічний інститут, коледж Сари Лоуренс і Беннінгтон-коледж, які не мають латинських відзнак або програм або предметів для бакалаврату з відзнакою.

### Африка
У більшості африканських держав університетська система наслідує модель колишньої колонізаційної влади. Наприклад, нігерійська університетська система схожа на британську, а івуарійська – на французьку.

### Європа
Ступінь бакалавра є майже в кожній країні Європи. Однак ці ступені були запроваджені лише нещодавно в деяких країнах континентальної Європи, де ступені бакалавра були невідомі до Болонського процесу. Деякі країни, такі як Франція, називають рівень освіти бакалавра — ліценціатом (фр. Licence). Програми бакалаврату в Європі загалом мають такі найбільш прийнятні ступені:
- Ступінь бакалавра наук (BSc), 35%–40% бакалаврських програм;
- Ступінь бакалавра мистецтв (BA), 30%–35% бакалаврських програм;
- Ступінь бакалавра права (LLB), 1% від загальної кількості програм, широко поширений у юридичній дисципліні.

Решта програм зазвичай веде до отримання ступеня бакалавра інженерії (BEng), ступеня бакалавра ділового адміністрування (BBA) або інших варіантів. Крім того, у Європі зростає популярність асоціативного ступеня освіти на рівні бакалаврату.
Залежно від країни, дисципліни та інколи навіть закладу вищої освіти, тривалість програми бакалавра зазвичай становить три або чотири роки, але може коливатися від трьох до шести років. Це важливий фактор у процесі прийняття учнем рішення.

#### Австрія
Історична ситуація в Австрії була дуже подібна до ситуації в Німеччині, де традиційними першими ступенями були магістр і диплом, які є кваліфікаціями магістра. З 2004 року в рамках реформ Болонського процесу знову було запроваджено ступінь бакалавра. Його можна отримати в університетах, що веде до здобуття ступеня бакалавра (BA або BSc) через три або чотири роки, і в Fachhochschulen (університети прикладних наук), що веде до здобуття ступеня бакалавра (FH) через три роки.

#### Бельгія
Освіта в Бельгії здійснюється мовними спільнотами, а окремі системи вищої освіти здійснюються Фламандською спільнотою та Французькою спільнотою. Обидві системи були реформовані для приведення у відповідність із Болонським процесом, Фламандською спільнотою з 2003 року та Французькою спільнотою з 2004 року. У Фламандській спільноті ступінь бакалавра може бути або академічною, або професійною. Ці ступені здобуваються три роки, і в обох випадках може супроводжуватися дипломом бакалавра (фр. Bachelier de spécialisation, досл. «Спеціалізований бакаляр»; нід. Bachelor-na-bachelor, досл. «Бакаляр за бакаляром»), тривалістю один рік (наприклад, як австралійський ступінь бакалавра з відзнакою). Усі ці кваліфікації мають рівень 6 EQF, на який посилається Фламандська система кваліфікацій у червні 2011 року. У Французькій спільноті університети присуджують grade de bachelier (3 роки) як еквівалент ступеня бакалавра. За межами університетів професійні програми можуть бути тривалого типу або короткого типу, обидві з яких пропонуються у Hautes ecoles і ecoles supérieures des arts. Тривалий тип має ступінь de bachelier (3 роки), за яким слід ступінь магістра (1 або 2 роки), тоді як короткий тип має grade de bachelier professionnalisant (3 роки), за якою може послідувати спеціалізований бакаляр (1 рік). Усі ступені бакалавра (включно з спеціалізованим бакаляром) еквівалентні рівню 6 EQF, хоч на них офіційно не посилаються.

#### Греція
Грецький ступінь бакалавра називається πτυχίο (транслітерується як «ptychio»). Він здобувається після чотирьох-шести років навчання в бакалавраті, залежно від галузі, і є кваліфікацією першого циклу в Болонському процесі з 240 або більше кредитами ЄКТС. Він знаходиться на рівні 6 національної рамки кваліфікацій Греції, яка офіційно називається Грецькою рамкою кваліфікацій (HQF) відноситься до рівня 6 Європейської рамки кваліфікацій. Вона класифікується як рівень 6 кваліфікації в ISCED. Ступінь бакалавра надають усі заклади вищої освіти Греції, включаючи університети, спеціалізовані ЗВО, раніше технологічні навчальні заклади (1983–2019).
У 1995 році її змінили на шестисеместрову програму бакалаврату TEI, яка юридично еквівалентна звичайному ступеню бакалавра (Ord) (3+1⁄2 року; 210 кредитів ЄКТС, 1983–1995) на дев’ятисеместрову ( 4-річний; 240 кредитів ЄКТС, 1995–2019). Технічні університети та деякі університети пропонують п’ятирічну (300 кредитів ЄКТС) програму бакалавра, яка веде до отримання Δίπλωμα (грецького) диплома (інтегрований рівень магістра, еквівалент ступеня магістра) на рівні 7 HQF.

#### Данія
Ступінь бакалавра було відновлено в університетах Королівства Данії в 1993 році після того, як його було скасовано в 1775 році. Ступінь бакалавра присуджується після трьох або чотирьох років навчання в університеті за схемою, дуже схожою на британську. Сьогодні на університетському рівні видається два ступені бакалавра:
- Ступінь бакалавра наук (BSc), присуджується студентам, які зосереджуються на наукових, медичних або технічних сферах;
- Ступінь бакалавра мистецтв (BA), присуджується студентам, чия основна увага приділяється гуманістиці, теології або юриспруденції.

Проте як у бізнесі, так і в академічному світі Данії ступінь бакалавра все ще вважається «першою половиною» магістра (candidatus). Частинського данського суспільства досі не вважає бакалавра самостійним ступенем, незважаючи на всі спроби політиків законодавча закріпити це.
Ступінь бакалавра також використовується з кінця 1990-х років у ряді сфер, таких як медсестринство та педагогіка. Ці ступені, які зазвичай називають «професійним бакалавром» (дан. professionsbachelor), зазвичай вимагають від 3 до 4+1⁄2 років комбінованого теоретичного та практичного навчання в «професійному університетському коледжі» (дан. professionshøjskole) або «бізнес-академії». (дан. erhvervsakademier). Ці професійні ступені бакалавра надають доступ до деяких університетських магістерських програм. Ці дипломи професійного бакалавра вважаються повною освітою.

#### Іспанія
В Іспанії через перехід до моделі, що відповідає Болонській угоді, поступово впроваджуються точні еквіваленти типового ступеня бакалавра та магістра в англосфері. Зараз існує ступінь бакалавра під назвою «título de grado» або просто «grado» (його тривалість зазвичай становить чотири роки), ступінь магістра післядипломної освіти під назвою «título de grado» або «máster» (від одного до двох років), і ступінь доктора під назвою «título de doctor» або «doctorado». «Título de grado» тепер є необхідною умовою для отримання ступеня магістра. «Título de máster» тепер є необхідною умовою для доступу до докторантури, а її тривалість і тип установ, які можуть викладати ці програми, регулюються в рамках Європейського простору вищої освіти.
Іспанські університетські кваліфікації тепер визначаються законом (наразі RD 1509 від 12 вересня 2008 р.), включаючи реформу 2008 р., яка полягала в заміні Каталогу назв на Реєстр університетів, центрів і назв (RUCT)
До 2009/2010 року система була поділена на три категорії ступенів. Існували так звані ступені першого циклу: «diplomado» або «ingeniero técnico», з номінальною тривалістю від трьох до чотирьох років; існували також ступені другого циклу: «licenciado» або «ingeniero» з номінальною тривалістю від чотирьох до шести років; і, нарешті, ступені третього циклу: «doctor». Офіційні ступені першого циклу можна порівняти за тривалістю, обсягом і результатами навчання з англосаксонським ступенем бакалавра. Між тим, ступені другого циклу можна порівняти за тривалістю, обсягом і освітніми результатами з англосаксонською комбінацією ступенів бакалавра + магістра в порівнянні з англосаксонською системою. У цій традиційній системі доступ до докторантури надавався лише власникам ступенів «licenciado», «ingeniero» або «arquitecto» (другий цикл), а титули «master» або «magister» не регулювалися (тому там співіснували так звані «магістерські» програми з різною тривалістю, від кількох місяців до двох років, які підтримувалися університетами чи центрами без будь-якого офіційного визнання), і лише репутація програми/установи могла їх підтримувати.
Зараз спеціалізація включає близько 800 конкретних визнаних програм навчання та кваліфікаційних назв, хоча колишню номенклатуру загальної кваліфікації було збережено, так що оцінка/ліцензія становить приблизно бакалавра або бакалавра наук, тоді як maestro зазвичай вказує ліцензію на практику, подібну до магістратури та доктора філософії, опубліковану оригінальну дослідницьку дисертацію.
Примітка: англомовний ступінь бакалавра не слід плутати з офіційним попередником вступу до університету, іспанською кваліфікацією бакалавра, доступною для студентів дванадцятого курсу. Ця кваліфікація відрізняється від програми диплому міжнародного бакалавра для молоді з подібними прагненнями.

#### Італія
Італійські учні закінчують середню школу у віці 19 років, і сучасна система вищої освіти включає:
- «laurea[en] triennale» (трирічний ступінь) або просто «laurea», відповідає ступеню бакалавра. Курс триває три роки та дає доступ до вищої освіти.
- «laurea[en] magistrale», відповідає ступеню магістра і триває два роки.
- «laurea[en] magistrale a ciclo unico» (диплом одного циклу) — назва, яку надають окремі факультети, наприклад юридична школа та медична школа. Здобуття займає від 5 до 6 років і дає доступ до професії.

Випускник ступеня бакалавра має звання «dottore» (доктор)
Випускник ступеня магістра має звання «dottore magistrale» (магістр доктор)
Щоб закінчити навчання, студенти повинні отримати кредити (ЄКТС) і написати дисертацію, для якої студенти мають розробити аргумент під наглядом професора (зазвичай від трьох до восьми ЄКТС). Випускні оцінки коливаються від 66 до 110. Відповідно до внутрішнього розпорядження кожного факультету, кандидатам із оцінкою 110/110 може бути присуджено бали за визнання досконалості фінального проєкту.

#### Нідерланди
У Нідерландах ступінь бакалавра був запроваджений у 2002 році зі зміною системи нідерландських ступенів у зв’язку з Болонським процесом. До того часу нідерландські університети не мали ступеня бакалавра (хоча диплом кандидата існував до 1982 року, який був більш-менш такого ж рівня). До зміни нідерландської системи дипломів єдина програма в університеті включала те саме навантаження, що й програми бакалавра та магістра разом, що призводило до отримання ступеня доктора наук (або для юридичних досліджень до «Meester in de rechten», а для інженерії до «Ingenieur» ). У 2002 році, із запровадженням системи докторантури магістра бакалавра, єдину (4- або 5-річну) програму в університетах Нідерландів було змінено та розділено на 3-річну програму, яка веде до здобуття ступеня бакалавра, і наступну 1- або 1- або 2-річна програма, що веде до ступеня магістра.
Ті, хто вже розпочав програму докторантури, після її завершення могли вибрати ступінь докторантури (перед своїм іменем, скорочено «доктор») або просто вказати ступінь магістра (за своїм іменем) відповідно до нового стандарту. Оскільки ці випускники не мають окремого ступеня бакалавра (який фактично – ретроспективно – включений до програми), ступінь магістра був їхнім першим академічним ступенем.
У 2003/2004 році нідерландська система ступенів була змінена через Болонський процес.
Важливі аспекти нідерландських програм бакалавра (та інших) щодо деяких з тих, що пропонуються за кордоном, включають:
- Тривалість. У той час як у багатьох державах програми завершуються за певний час за звичайних обставин, програми, які пропонуються в деяких (хоча далеко не в усіх) нідерландських закладах, включаючи найпрестижніші, можуть бути завершені за три роки лише найкращими студентами.
- Навчальний рік. Нідерландський навчальний рік офіційно триває 42 тижні. На практиці від студентів часто очікують і вимагають витрачати багато «вільного» часу на іспити. У багатьох країнах роблять дуже довгі літні канікули або іспити проводяться до зимових канікул, а не після.
- Крива навчання. Деякі системи освіти, особливо британська, передбачають м’який вступ протягом першого року. Це, як правило, не так у Нідерландах, де рівень складності на першому курсі служить різновидом «самостійного вибору» з менш відданими та менш здібними студентами, яким зазвичай важко встигати.

У лютому 2011 року Державний секретар освіти Нідерландів вирішив дотримуватися рекомендацій, викладених у звіті Комісії Вірмана. Найближчим часом різниця між академічним і вищим професійним ступенями зникне.

#### Німеччина
Історично ступінь бакалавра під назвою «Bakkalaureus» існував у Німеччині з пізнього середньовіччя. Але його було скасовано освітніми реформами, проведеними в 1820 році. Абітур – останній ступінь, який отримували у закладі після спеціалізованої «фази коледжу» протягом двох років – замінив його, і університети присуджували лише дипломи про випускників.
Ступінь магістра присуджували після п’яти років навчання. У 1899 році, коли Technische Hochschule (TH) отримали статус університету, було введено другий ступінь вищої освіти, диплом. З появою університетів прикладних наук, скорочена версія останнього, яка називається дипломом (FH) і розрахована на три-чотири роки, поступово впроваджувалася між 1969 і 1972 роками.
Однак у 1998 році, щоб відповідати європейському Болонському процесу, новий закон про освіту знову запровадив у Німеччині ступінь бакалавра (перший ступінь після трьох років навчання). Згідно з Болонською моделлю, після бакалавра йде післядипломна ступінь магістра ще два роки. Традиційні ступені диплома та магістра були здебільшого скасовані в 2010 році, хоча диплом все ще зберігається в кількох предметах і в університетах, а в деяких місцях був знову запроваджений як альтернативний ступінь.
Традиційні ступені були перенесені в нову систему кредитів ЄКТС, щоб зробити їх порівнянними з новим ступенем бакалавра. Традиційні ступені та ступені Болонського процесу в Німеччині класифікуються таким чином:
- Бакалавр: 180, 210 або 240 кредитів ЄКТС;
- Диплом FH: 240 кредитів ЄКТС;
- Диплом Uni або TH: 300 кредитів ЄКТС;
- Магістр: 300 кредитів ЄКТС (включаючи бакалаврат).

#### Норвегія
Ступінь бакалавра в Норвегії вимагає три роки денного навчання, тобто 180 кредитів ЄКТС. Є деякі винятки, наприклад, фізіотерапія. Норвезькі ступені бакалавра є або програмними ступенями бакалавра, або факультативними ступенями бакалавра.

#### Польща
У Польщі ступінь ліценціата відповідає ступеню бакалавра в англомовних країнах. Польською мовою це називається licencjat. Щоб отримати ступінь licencjat, потрібно пройти три роки навчання. Існує також подібний ступінь інженера (inżynier), який відрізняється від licencjat тим, що його присуджують технічні університети, а програма зазвичай триває 3,5 роки. Після цього студент може продовжити навчання протягом 2 або 1,5 років відповідно, щоб отримати ступінь магістра.

#### Португалія
У даний час в Португалії не існує ступеня бакалавра. До Болонського процесу (2006/2007) у португальській системі вищої освіти існував ступінь бакалавра. Його здобуття вимагало три роки навчання, що було приблизно еквівалентно теперішній ліцензіатурі. У той час ліцензіатура означала ступінь ліценціата (еквівалент сучасного ступеня магістра), який зазвичай вимагав п’яти років навчання. Ліцензіатуру також можна отримати, пройшовши два роки навчання після отримання ступеня бакалавра. Сьогодні колишній і нинішній ліцензіатурні ступені називаються в Португалії, відповідно, передболонськими та постболонськими ліцензіатурами, будучи пост-болонським ступенем, еквівалентним іншим ступеням бакалавра по всій Європі, для завершення яких зазвичай потрібно три роки навчання.

#### Співдружність Незалежних Держав
Ступінь спеціаліста — перша в Радянському Союзі академічна ступінь, яку присуджували студентам після закінчення п'ятирічного навчання в університеті. Ступінь можна порівняти як зі ступенем бакалавра, так і магістра. На початку 1990-х років бакалаврські ступені були введені в усіх країнах Співдружності Незалежних Держав, крім асоційованого члена — Туркменістану. Після диплома бакалавра (чотири роки) можна отримати ступінь магістра (ще один-два роки), зберігаючи стару п’ятирічну схему спеціаліста.

#### Сполучене Королівство
Ступінь бакалавра є стандартним ступенем бакалавра у Сполученому Королівстві, причому найпоширенішими ступенями є бакалавр мистецтв (BA) і бакалавр наук (BSc). Більшість курсів для отримання ступеня бакалавра (окрім дуже рідкісних курсів післядипломної освіти, а також курсів з медицини, стоматології та ветеринарії) дають дипломи з відзнакою, а звичайні ступені зазвичай присуджуються лише тим, хто не відповідає необхідному прохідному балу для диплома з відзнакою. За винятком ступенів бакалавра післядипломної освіти та ступенів бакалавра медицини, стоматології та ветеринарії, ступені бакалавра Сполученого Королівства (з відзнакою чи без відзнаки) є кваліфікаціями першого циклу (кінець циклу) відповідно до Болонського процесу. Ступінь бакалавра післядипломної освіти та ступінь бакалавра медицини, стоматології та ветеринарії є кваліфікаціями другого циклу (кінець циклу). Деякі ступені бакалавра медицини, стоматології та ветеринарії пропонують додаткові ступені на шляху до остаточної кваліфікації.
Ступінь бакалавра не слід плутати з кваліфікацією бакалавра, назва якої походить від того самого кореня. У Сполученому Королівстві кваліфікації бакалавра, наприклад, міжнародний бакалавр, валлійський бакалавр, англійський бакалавр, здобуваються в середніх школах, а не є кваліфікаціями рівня ступеня.
До XIX століття ступінь бакалавра був першим ступенем на певному факультеті, а бакалавр мистецтв представляв собою бакалаврське навчання, а бакалавр цивільного права (BCL) в Оксфорді та бакалавр права (LLB) в Кембриджі, наприклад, були післядипломними ступенями. Залишки цієї системи все ще збереглися в стародавніх університетах, коли Оксфорд і Кембридж присуджували ступінь бакалавра як у мистецтві, так і в науках (хоча обидва присуджували ступінь бакалавра бакалавра через асоційовані теологічні коледжі, а Оксфорд присуджував ступінь бакалавра на додаток до бакалавра) і визначаючи інші ступені бакалавра (наприклад, BPhil, BCL) як аспірантуру, еквівалентну ступеням магістра, хоча багато ступенів бакалавра післядипломної освіти тепер замінено еквівалентними ступенями магістра (наприклад, LLM для LLB у Кембриджі та MSc для Бакалавр наук в Оксфорді). Те саме історичне використання вказівки на ступінь бакалавра через те, що він є на факультеті мистецтв, а не як ступінь бакалавра, призводить до оксбриджського магістра та шотландського магістра).
Загальні ступені бакалавра та скорочення:
- Бакалавр мистецтв: BA
- Бакалавр наук: BSc
- Бакалавр права: LLB
- Бакалавр цивільного права: BCL
- Бакалавр інженерії: BEng
- Бакалавр освіти: BEd
- Бакалаври медицини та хірургії[en]: MBBS, MBBCh, BMBS, BMBCh
- Бакалавр стоматологічної хірургії: BDS

##### Англія, Уельс і Північна Ірландія
В Англії, Уельсі та Північній Ірландії для отримання ступеня бакалавра зазвичай потрібно три роки навчання, хоча курси можуть тривати чотири роки, якщо вони включають рік за кордоном або рік стажування. Ступені можуть мати назви, пов’язані з їхньою широкою предметною областю чи факультетом, наприклад бакалавра чи бакалавра, або можуть бути більш предметними (наприклад, BEng або LLB). Більшість ступенів бакалавра зараз є дипломами з відзнакою, хоча історично так було не завжди.
Незважаючи на те, що курси першого ступеня зазвичай тривають три роки (360 кредитів), прямий вступ на другий курс іноді можливий для студентів, які переходять з інших курсів або тих, хто отримав базовий ступінь, через акредитацію попереднього навчання або більш офіційні домовленості про передачу кредитів. Деякі університети скорочують трирічний курс до двох років, викладаючи повний календарний рік (180 кредитів), а не стандартний академічний рік (120 кредитів), таким чином зберігаючи повний обсяг курсу з 360 кредитів.
На додаток до ступенів бакалавра, деякі заклади пропонують інтегровані ступені магістра як перші ступені з деяких предметів (зокрема, у сферах STEM). Вони об’єднують викладання на рівнях бакалавра та магістра в чотирирічний (п’ятирічний, якщо з виробничим досвідом) курс, який часто поділяє перші два роки з еквівалентним курсом бакалавра.
Звичайним академічним стандартом для отримання ступенів бакалавра в Англії, Уельсі та Північній Ірландії є диплом з відзнакою. Вони зазвичай класифікуються в один із чотирьох класів відзнаки, залежно від оцінок, отриманих на іспитах та інших оцінках:
- Відзнаки першого класу (1-й)
- Відзнаки другого ступеня, які поділяються на:
  - Верхній дивізіон, або старший другий (2:1)
  - Нижній дивізіон, або молодший другий (2:2)
- Відзнаки третього класу (3-й)

Деякі навчальні заклади оголосили, що мають намір замінити цю систему класифікації дипломів з відзнакою середнім балом за американським зразком. Звичайний (або некласифікований) ступінь, який вимагає лише проходження вартістю 300 кредитів, а не 360 балів диплома з відзнакою, може бути присуджено, якщо студент закінчив повний курс із дипломом із відзнакою, але не отримав достатньо пропусків для отримання ступеня. Завершення лише перших двох років курсу може призвести до отримання диплома про вищу освіту, а завершення лише першого року – до сертифікату про вищу освіту.
Згідно з Рамкою кваліфікацій вищої освіти, стандартні ступені бакалавра з відзнакою та без неї мають рівень 6, хоча курси включають навчання на рівнях 4-6. Дипломи з відзнакою зазвичай вимагають 360 кредитів з мінімум 90 на рівні 6, тоді як звичайні ступені потребують 300 кредитів з мінімум 60 на рівні 6. Ступені бакалавра медицини, стоматології та ветеринарії мають рівень 7, навчання охоплює рівні 4–7 і зазвичай не мають кредитного рейтингу. Диплом про вищу освіту є кваліфікацією рівня 5 (другий рік бакалавра) і вимагає 240 кредитів, мінімум 90 на рівні 5; Сертифікат про вищу освіту є кваліфікацією рівня 4 (перший рік бакалавра) і вимагає 120 кредитів, мінімум 90 на рівні 4. Інші кваліфікації на рівні 6 Рамки кваліфікацій вищої освіти або Регульованої рамки кваліфікацій, такі як дипломи та сертифікати вищої освіти, деякі нагороди, дипломи та сертифікати BTEC Advanced Professional, а також закінчення Інституту Сіті та Гільдії Лондона є однаковими. рівень, як ступінь бакалавра, хоча не обов’язково представляє той самий обсяг кредитів.

##### Шотландія
У шотландських університетах дипломи бакалавра (і еквівалент шотландського магістра, який присуджується деякими навчальними закладами) зазвичай є дипломами з відзнакою, які здобувають чотири роки навчання (або п’ять з роком за кордоном або в промисловості), але також можуть бути звичайними ступенями (також відомі як перепустки, загальні або призначені ступені), що вимагають три роки навчання. Ступінь з відзнакою можна присудити як бакалавра (з відзнакою) або магістра (з відзнакою) у галузі мистецтва та соціальних наук, бакалавра (з відзнакою) наук або мати більш конкретні звання, наприклад бакалавра. Як і в решті Сполученого Королівства, інтегровані ступені магістра, які тривають п’ять років у Шотландії, також пропонуються як перші ступені поряд зі ступенем бакалавра.
Диплом з відзнакою може бути безпосередньо пов'язаний з професійною або професійною кваліфікацією, зокрема в таких сферах, як інженерія, геодезія та архітектура. Ці курси, як правило, мають вузькоспеціалізовані навчальні програми, залишаючи студентам багато можливостей для ширшого навчання. Інші, дотримуючись більш традиційного шляху, починають із широкого спектру досліджень на факультеті, на який прийнято студента, або, за допомогою модульного навчання, на всьому університеті. Студенти цих курсів пізніше спеціалізуються на своїх програмах. Зазвичай оцінки ґрунтуються лише на останніх двох роках навчання після вибору спеціалізації, тому ширші навчальні курси, отримані протягом перших двох років, не впливають на остаточну оцінку ступеня.
Дипломи з відзнакою поділяються на класи так само, як і в решті Сполученого Королівства, залежно від отриманої загальної оцінки. Це, від найвищого до найнижчого; перший клас, верхній другий клас (2:1), нижній другий клас (2:2) і третій клас.
Звичайні ступені присуджуються студентам, які закінчили три роки в університеті, вивчаючи низку споріднених предметів. Вони можуть вивчатися з широкого кола предметів або (як у випадку з відзнакою) зі спеціалізацією на певному предметі (в останньому випадку вони іноді відомі як призначені ступені). Оскільки звичайні ступені в Шотландії є окремим курсом навчання, а не оцінкою, нижчою за дипломи з відзнакою, вони можуть оцінюватися (від найнижчої до найвищої) як «задовільно», «заслуги» або «відзнака». Як і в іншій частині Сполученого Королівства, сертифікати та дипломи про вищу освіту можуть отримати ті, хто закінчив один і два роки курсу бакалавра відповідно.
Перші два роки, іноді три, як звичайного ступеня, так і диплома з відзнакою є ідентичними, але кандидати на звичайний ступінь вивчають менш поглиблено на останньому курсі й часто більш різноманітні предмети, і зазвичай не завершують дисертацію. Таким чином, шотландський звичайний ступінь відрізняється від звичайних ступенів у решті Сполученого Королівства тим, що включає курс навчання, відмінний від диплома з відзнакою. Відповідно до шотландської філософії «широкої освіти», звичайні ступені (і рідше дипломи з відзнакою) можуть поєднувати різні дисципліни, такі як природничі та гуманітарні науки, які викладаються на різних факультетах, а в деяких випадках навіть у різних університетах.
Ступінь бакалавра з відзнакою відповідає 10-му рівню Шотландської системи кредитів і кваліфікацій (SCQF) і потребує 480 кредитів з мінімум 90 на рівні 10 і 90 на рівні 9. Звичайні ступені мають рівень 9 і вимагають 360 кредитів з мінімум 90 на рівні 9. І дипломи з відзнакою, і звичайні ступені кваліфікуються як кваліфікація першого циклу (кінець циклу) у Болонському процесі. Ступені бакалавра медицини, стоматології та ветеринарії знаходяться на рівні 11 SCQF і є кваліфікацією другого циклу (кінець циклу) у Болонському процесі.

#### Угорщина
У класичній доболонській освітній системі угорські академічні програми не поділялися на ступінь бакалавра та магістра. Однак, якщо середній університетський ступінь (угор. egyetem) тривав 5 років, існували ступені бакалавра коледжу (угор. főiskola), які можна було здобути за 3 або 4 роки. Сьогодні ці дипломи вважаються еквівалентами ступеня бакалавра мистецтв та бакалавра наук або магістра мистецтв та магістра наук.
Болонську систему було запроваджено в 2005 році. Ступінь бакалавра (угор. alapképzés) зазвичай здобувають 3 роки, але є ступені в певних сферах освіти, зокрема інженерії, економіки та деяких природничих наук, де потрібен додатковий семестр, що подовжує програму до 3 ,5 років. У той час як звичайний ступінь магістра (угор. mesterképzés) можна отримати лише з уже існуючим ступенем бакалавра, угорська система робить помітні винятки з юридичними ступенями, ступенями викладачів, медичними ступенями та деякими унікальними галузями навчання (наприклад, лісове господарство в Університеті Західної Угорщини): ці ступені називаються недивізійними ступенями (угор. osztatlan képzés), і хоча технічно вони є ступенями магістра мистецтв та магістра наук, вони мають ті самі критерії вступу, що й ступені бакалавра мистецтв та бакалавра наук, і мають діапазон 5 або 6 років.

#### Україна

##### Підготовка до освітнього ступеня бакалавр
Особа має право здобувати ступінь бакалавра за умови наявності в неї повної загальної середньої освіти.

##### Термін навчання
- Нормативний термін навчання визначається програмою, але не може перевищувати чотирьох—п'яти років.
- Нормативний термін навчання осіб, що мають освітньо-кваліфікаційний рівень молодшого спеціаліста за відповідною до напряму підготовки спеціальністю, зменшується на один — два роки.

##### Документи про здобуття освіти
Особи, які успішно пройшли державну атестацію, отримують документи встановленого зразка про здобуття вищої освіти за відповідним напрямом підготовки та кваліфікації бакалавра.
Особи, які в період навчання за освітньо-професійною програмою підготовки бакалавра у закладах вищої освіти другого — четвертого рівнів акредитації припинили подальше навчання, мають право за індивідуальною програмою здобути освітньо-кваліфікаційний рівень молодшого спеціаліста за однією із спеціальностей, відповідних напряму підготовки бакалавра, у тому самому або іншому акредитованому закладі вищої освіти.

#### Франція
Традиційний ступінь бакалавра є еквівалентом французького трирічного ступеня — ліценціата.
Однак деякі приватні заклади вищої освіти називають свої ступені бакалавром. Деякі з цих бакалаврів є «Diplômes visés» (часто видаються спеціалізованими приватними закладами, такими як заклади бізнесу, дизайну, кіно чи журналістики), інші є «Diplômes certifiés» від Франції. Інші не акредитовані Францією.

#### Хорватія
Більшість державних університетів і громадських коледжів у Хорватії сьогодні пропонують трирічну програму бакалавра, яку зазвичай можна продовжити дворічною магістерською програмою. Усі ступені бакалавра в Хорватії є професійними. Для розрізнення, в університетах назва univ. bacc. (університетський бакаляр), а в громадських коледжах просто bacc..
Загребська школа економіки та менеджменту має чотирирічну програму бакалавра. Академії, які спеціалізуються на мистецтві, наприклад Академія красних мистецтва в Загребі має чотирирічну програму бакалавра, за якою слідує річна магістратура.

#### Чехія
Історично ступінь бакалавра присуджувався студентам, які закінчили середньовічний ступінь освіти — тривіум (граматика, діалектика та риторика) на факультеті вільних мистецтв (або в Карлів університет, або в Університеті Палацького). Необхідною передумовою було продовжити навчання на факультеті вільних мистецтв (квадривіум, що веде до ступеню магістра і далі до докторського ступеня), або вчитися на одному з трьох інших історичних факультетів — юридичному, медичному чи богословському.
Ступінь бакалавра, скорочено BcA, у галузі образотворчого мистецтва та Bc (чеськ. Bakalář) в інших галузях присуджується за акредитовані бакалаврські програми в університетах і коледжах.
Переважна більшість програм бакалаврату, які пропонуються в Чехії, мають стандартну тривалість три роки.
У чеській системі вищої освіти більшість університетів і коледжів сьогодні пропонують трирічну програму бакалавра, яку зазвичай можна продовжити дворічною магістерською програмою. Деякі спеціалізації, наприклад доктора медицини та ветеринара, мають винятки із загальної системи, оскільки єдиним варіантом є шестирічна магістерська програма без ступеня бакалавра (дипломований із званням лікаря). Це пояснюється головним чином труднощами значущого поділу освіти за цими спеціалізаціями.

#### Швейцарія
Подібно до Австрії та Німеччини, Швейцарія не мала традиції отримання ступенів бакалавра та магістра. У 2003 році, після застосування Болонського процесу, ступені бакалавра та доктора замінили старі ступені. Станом на 1 грудня 2005 Конференція ректорів швейцарських університетів надала власникам ліценціату або диплому право використовувати відповідний науковий ступінь магістра. Станом на  2006 сертифікати еквівалентности видаються університетом, який видав оригінальний ступінь. Зараз для отримання ступеня бакалавра потрібно три-чотири роки навчання. Ступінь магістра потребує ще двох-трьох років курсової роботи та дисертації.

#### Швеція
Шведський еквівалент ступеня бакалавра називається kandidatexamen. Його заробляють після трьох років навчання, з яких принаймні півтора роки за основним предметом. У рамках Болонського процесу Швеція вирівняла тривалість своїх програм бакалаврату та магістратури. Раніше існував ступінь бакалавра права (juris kandidat), який вимагав 4,5 років навчання, але цей ступінь тепер має нову назву, juristexamen (і тепер ступінь магістра називається «Магістр права»). Подібним чином диплом інженера, раніше відомий як Civilingenjör, тривав 4,5 роки, але був розділений на ступінь бакалавра тривалістю 3 роки (180 кредитів ЄКТС) і ступінь магістра тривалістю 2 роки (120 кредитів ЄКТС).

### Океанія

#### Австралія
В Австралії «ступінь бакалавра» зазвичай розрахована на три-чотири роки, що веде до кваліфікації рівня 7 Австралійської системи кваліфікацій. Для отримання ряду професій, таких як юридична практика та викладання, потрібен ступінь бакалавра («професійний» ступінь). Інші ступені, такі як бакалавр мистецтв, не обов'язково вимагають вступу до професії, хоча багато організацій вимагають ступінь бакалавра для працевлаштування.
Річний диплом бакалавра з відзнакою можна отримати як послідовний окремий курс після ступеня бакалавра в тій самій галузі або як додатковий рік у рамках програми бакалавра. Курс з відзнакою зазвичай відкритий лише для тих, хто добре впорається з програмою бакалавра та передбачає навчання на більш просунутому рівні, ніж цей ступінь бакалавра. Ступені бакалавра та бакалавра з відзнакою узгоджені з рівнем 6 EQF, так само, як британські та ірландські ступені бакалавра з відзнакою та без неї, а також інші кваліфікації першого циклу Болонського процесу.
Деякі ступені бакалавра (наприклад, інженерія та екологія) включають інтегрований диплом з відзнакою як частину чотирирічної програми. Диплом з відзнакою, як правило, призначений для студентів, які хочуть розпочати дослідження в післядипломній освіті, і все частіше для тих, хто хоче отримати додаткові переваги на ринку праці. Шкали оцінок для відзнак відрізняються; загалом відзнака першого класу (85–100%) означає відмінний рівень досягнень; Другий клас Дивізіон 1 (75–84%) високий стандарт; Другий клас 2 (65–74%) хороший стандарт; Третій клас (50–64%) задовільний стандарт; кінцева оцінка нижче 50% є невдалим курсом.
Ступені бакалавра з відзнакою включають основний компонент незалежного дослідження, що дозволяє студентам розвивати навички, які дозволять їм продовжити навчання або працювати на дослідницьких посадах у промисловості. Для вступу на докторські програми (наприклад, PhD тощо) зазвичай потрібні відзнаки першого або другого класу (вищий відділ); альтернативним шляхом до докторантури є «ступінь магістра».

#### Нова Зеландія
У Новій Зеландії лише визнані навчальні заклади – як правило, університети та політехнічні інститути – мають повноваження присуджувати дипломи. Більшість ступенів бакалавра три роки повний робочий день, але для деяких ступенів, таких як бакалавр права та бакалавр інженерії, потрібно чотири роки навчання. Бакалавр з відзнакою — це чотирирічна програма (наприклад, бакалавр мистецтв з відзнакою). Ступінь бакалавра медицини вимагає мінімум шести років.
Якщо студенти вирішують вивчати два ступені бакалавра одночасно – це називається «об’єднаний ступінь» або «подвійний диплом» – додається додатковий рік навчання. Необхідна кількість років навчання визначається на основі ступеня з найбільшою кількістю років. Наприклад, для отримання ступеня BCom потрібно три роки денного навчання, але подвійний ступінь BCom–LLB потребує п’яти років денного навчання, оскільки ступінь LLB триває чотири роки. Виняткові студенти можуть вирішити отримати ступінь за короткий проміжок часу, пройшовши додаткові курси, як правило, за допомогою літньої школи. Студенти, які пройшли програму подвійного диплому, матимуть два окремих ступені бакалавра наприкінці навчання.
Студентів, які постійно досягають високих результатів, також можна запросити для проходження програми «з відзнакою». Бакалавру з відзнакою зазвичай потрібен додатковий рік навчання з додатковою дисертацією/тезою з відзнакою. Вважається, що цей ступінь знаходиться між рівнями бакалавра та магістра за Європейською рамкою кваліфікацій. Нагорода з відзнакою позначається додаванням «Hons» до назви або абревіатури ступеня (наприклад, «Бакалавр права (Hons)»). Деякі курси з відзнакою також пропонують диплом післядипломної освіти (PGDip) як вихідну кваліфікацію, яка часто складається з такого самого навантаження, але з додатковою гнучкістю. PGDip зазвичай не вимагає дисертації. Проте студент може завершити один, якщо бажає. Диплом позначається «PGDip» і полем ступеня (наприклад, «PGDipArts» або «PGDipScience»).

#### Фіджі
Колоніальний зв'язок і створення Південнотихоокеанського університету в 1968 році дозволили системі освіти наслідувати систему кваліфікацій Співдружності націй. Південнотихоокеанський університет є єдиним університетом в Океанії, який отримав міжнародне визнання за межами Австралії та Нової Зеландії з його програмою бакалавра та іншими нагородами. Він також займає найвищий рейтинг у рейтингу університетів острівного регіону, а також перевершує деякі австралійські університети, такі як Університет Канберри, Університет Саншайн-Кост та університети Нової Зеландії, такі як Університет Лінкольна та Технологічний інститут Вайкато.

## Бакалаврські ступені
Існує багато спеціалізованих ступенів бакалавра. Деякі з них у дуже спеціалізованих сферах, як-от п’ятирічний BIDes або ступінь бакалавра промислового дизайну. Інші пропонуються лише в обмеженій кількості університетів, таких як Школа дипломатичної служби Едмунда А. Волша при Джорджтаунському університеті бакалавра наук у дипломатичній службі (BSFS). Делаверський університет пропонує ступінь бакалавра прикладних мистецтв і наук (BAASc), ступінь, який часто вказує на міждисциплінарний курс навчання для багатьох спеціальностей у Школі мистецтв і наук. Ступінь бакалавра мистецтв і наук Стенфордського університету призначений для студентів, які отримують один ступінь, але закінчили дві спеціальності в галузі мистецтва і наук, одна з яких зазвичай веде до бакалавра, а друга — до бакалавра.
У багатьох закладах вищої освіти можна завершити програму з двома ступенями, лише якщо ступені бакалавра мають різні типи (наприклад, можна отримати ступінь бакалавра з філософії та бакалавра з хімічної інженерії одночасно, але особа, яка вивчає філософію та англійську мову, отримає лише один бакалавр з двома спеціальностями). Проте правила щодо цього значно відрізняються.